# Židle v kruhu

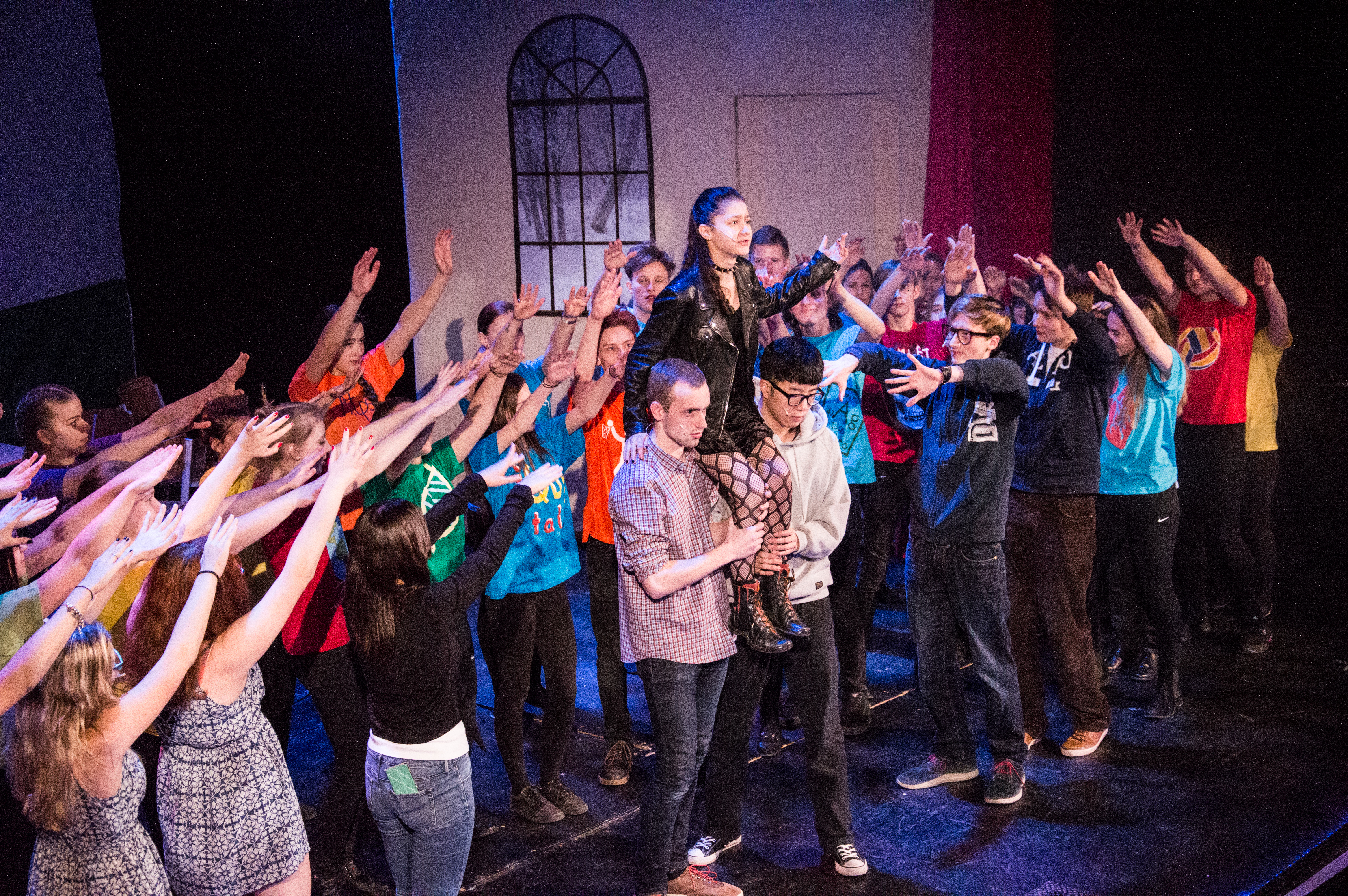
Účinkující muzikálu při písničce „Škola je naše"

Židle v kruhu je čtvrtý autorský muzikál pražského Gymnázia Evolution Jižní Město, který vznikl v roce 2016. Děj se odehrává v psychiatrické léčebně, kam se postavy dostaly kvůli předešlé vzpouře ve škole. Čtyři představení proběhly v pražském divadle Broadway v lednu 2017. Druhý blok představení proběhl v lednu 2018, současně vyšlo také CD. Z muzikálu vzešla také destigmatizační kampaň Dám židli do kruhu upozorňující na důležitost duševního zdraví. Na té spolupracuje Gymnázium s Národním ústavem duševního zdraví.
Námět vytvořil Pavel Mokrejš a Jan Volt, libreto k muzikálu napsal Pavel Mokrejš, spoluautor byl Tomáš Kučera. O hudbu se postaral Jan Volt. Texty k písním napsali Pavel Mokrejš, Tomáš Kučera a Michaela Šléglová, choreografii vytvořil choreograf Jurij Kolva. Dále se na muzikálu podílelo přibližně 120 studentů i další učitelé gymnázia. Co se týče hereckých rolí a tanečníků, je muzikál kompletně tvořen studenty a profesory Gymnázia Evolution, což je na neuměleckou školu unikát.

## Písně

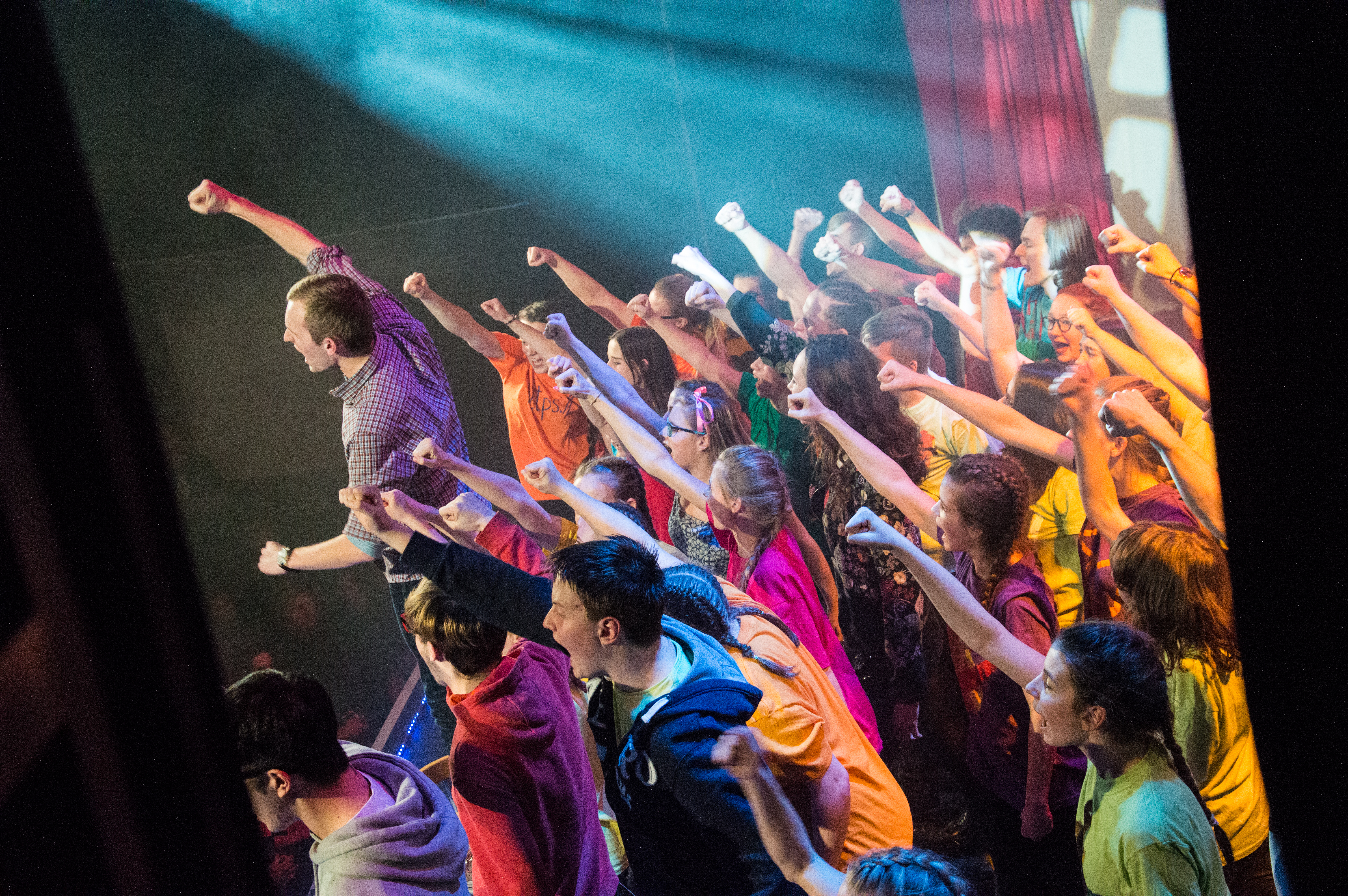
Studenti v čele s rebelem na konci písně „Škola je naše"

1. Úvodní
2. Píseň o drilu
3. Píseň o šikaně
4. Prvňáčkova árie
5. Šprtání
6. Prvočísla
7. Píseň znalostí
8. Škola je naše
9. Terapeutická píseň
10. Píseň zrádcovská
11. Jiná
12. Laboratorní píseň
13. Lament
14. Škola v blázinci
15. Dám židli do kruhu